# ラクシット・シェッティ
ラクシット・シェッティ（Rakshit Shetty、1983年6月6日 - ）は、インドのカンナダ語映画で活動する俳優、映画監督、映画プロデューサー。2010年に『Nam Areal Ond Dina』で俳優デビューして以降『Godhi Banna Sadharana Mykattu』『Kirik Party』『Avane Srimannarayana』『チャーリー』『Sapta Saagaradaache Ello – Side A』などに出演し、人気俳優の地位を確立した。「シンプル・スター（Simple Star）」の通称で知られており、従来の様式にとらわれない製作スタイルを確立したことから、カンナダ語映画を代表する映画製作者としても知られている。2015年には映画製作会社パランヴァ・スタジオを設立した。

## 生い立ち
1983年6月6日、ウドゥピに暮らすトゥル語話者のブント族家庭に生まれる。同地の学校に通い、学生時代にはトゥル・ナードゥの古典舞踏である虎舞を学んでいた 。その後はニッテのニッテ・マハーリンガ・アーディヤンターヤ記念工科大学に進学して電子工学の学位を取得し、2年間ソフトエンジニアとして働いた。

## キャリア

### 2010年 - 2014年
2010年にアラヴィンド・カウシクの『Nam Areal Ond Dina』で俳優デビューした。同作の撮影は2008年に行われたが、製作の延期などが重なり2010年に公開され、批評家からはストーリーが高く評価されたが、ラクシット・シェッティの人気を獲得するまでにはいたらなかった。2012年には再びアラヴィンド・カウシクの『Tuglak』に出演し、『Nam Areal Ond Dina』に引き続きメーガナ・ガオンカルと共演した。同作では批評家から好意的な評価を得たものの、脚本と演出については酷評された。
2013年にスニーの『Simple Agi Ondh Love Story』でシュウェタ・シュリーヴァートサヴァと共演し、興行的・批評的に成功を収めた。同作で演じたクシャル役はラクシット・シェッティにとっての当たり役となり、これ以降人気俳優の地位を確立し、「シンプル・スター（Simple Star）」と呼ばれるようになった。2014年にはネオ・ノワール映画『Ulidavaru Kandanthe』で監督・製作・主演を務め、カンナダ語映画で初めてシンクサウンドを導入した。同作はトゥル・ナードゥと同地域に暮らす人々の描写が高く評価され、カルナータカ州映画賞 第一回作品賞、フィルムフェア賞 カンナダ語映画部門監督賞を受賞したほか、ラクシット・シェッティの演技は『フィルム・コンパニオン』の「10年間で最も素晴らしい演技ベスト100』に選出された。また、観客からはカルト的な人気を集め、カンナダ語映画界の次世代映画の一つに挙げられている。同年にはスニーの『Bahuparak』にカメオ出演している。

### 2015年 - 現在
2015年はヨーガラージ・バットの『Vaastu Prakaara』でジャゲシュと共演し、『Jaathre』では本人役でゲスト出演している。2016年には友人リシャブ・シェッティの監督デビュー作『Ricky』で主演を務め、批評家から演技を絶賛され、映画も興行的な成功を収めた。続けて出演した『Godhi Banna Sadharana Mykattu』でも高い評価を受け、監督・製作・脚本・主演を務めた『Kirik Party』では興行的・批評的な成功を収めている。2022年にはキランラージ・Kの『チャーリー』で製作・主演を務め、サンギータ・シュリンゲリと共演した。同作はペットと飼い主の関係を描いたドラマ映画であり、5年以上の歳月をかけて撮影され、ラクシット・シェッティ主演作として歴代最高額の興行収入を記録した。2023年はヘマント・M・ラーオの二部作『Sapta Saagaradaache Ello – Side A』『Sapta Saagaradaache Ello – Side B』でルクミニ・ヴァサントと共演している。

## 私生活
『Kirik Party』で共演したのをきっかけにラシュミカー・マンダンナと交際を始め、2017年7月3日にヴィラージュペットで婚約を発表した。その後、2018年9月に「相性の不一致」を理由に婚約を解消している。

## フィルモグラフィー

### 出演
- Nam Areal Ond Dina（2010年）
- Tuglak（2012年）
- Simple Agi Ondh Love Story（2013年）
- Ulidavaru Kandanthe（2014年）
- Bahuparak（2014年）
- Vaastu Prakaara（2015年）
- Jaathre（2015年）
- Ricky（2016年）
- Godhi Banna Sadharana Mykattu（2016年）
- Jigarthanda（2016年）
- Kirik Party（2016年）
- Padde Huli（2019年）
- Avane Srimannarayana（2019年）
- チャーリー（2022年）
- Vasantha Mullai（2023年）
- Sapta Saagaradaache Ello – Side A（2023年）
- Sapta Saagaradaache Ello – Side B（2023年）

### 製作
| 年   | 作品                              | 監督 | 製作 | 脚本 | 作詞 | プレゼンター | 備考 |
| ---- | --------------------------------- | ---- | ---- | ---- | ---- | ------------ | ---- |
| 2014 | Ulidavaru Kandanthe               | Yes  | No   | Yes  | Yes  | No           |      |
| 2016 | Godhi Banna Sadharana Mykattu     | No   | No   | No   | Yes  | No           |      |
| 2016 | Kirik Party                       | No   | Yes  | Yes  | Yes  | No           |      |
| 2018 | Humble Politician Nograj          | No   | Yes  | No   | No   | No           |      |
| 2018 | Katheyondu Shuruvagide            | No   | Yes  | No   | No   | No           |      |
| 2019 | Avane Srimannarayana              | No   | Yes  | Yes  | No   | No           |      |
| 2020 | Bheemasena Nalamaharaja           | No   | Yes  | No   | No   | No           |      |
| 2021 | Ramarjuna                         | No   | Yes  | No   | No   | No           |      |
| 2021 | Garuda Gamana Vrishabha Vahana    | No   | No   | No   | No   | Yes          |      |
| 2022 | Sakutumba Sametha                 | No   | Yes  | No   | No   | No           |      |
| 2022 | チャーリー                        | No   | Yes  | No   | No   | No           |      |
| 2022 | ガルギ 正義の女神                 | No   | No   | No   | No   | Yes          |      |
| 2023 | Hostel Hudugaru Bekagiddare       | No   | No   | No   | No   | Yes          |      |
| 2023 | Sapta Saagaradaache Ello – Side A | No   | Yes  | No   | No   | No           |      |
| 2023 | Sapta Saagaradaache Ello – Side B | No   | Yes  | No   | Yes  | No           |      |
| 2024 | Bachelor Party                    | No   | Yes  | No   | No   | No           |      |

## 受賞歴
| 年                                | 部門                               | 作品                                  | 結果       | 出典          |
| 国家映画賞                        | 国家映画賞                         | 国家映画賞                            | 国家映画賞 | 国家映画賞    |
| --------------------------------- | ---------------------------------- | ------------------------------------- | ---------- | ------------- |
| 2023年                            | カンナダ語長編映画賞               | 『チャーリー』                        | 受賞       | [ 27 ]        |
| フィルムフェア賞 南インド映画部門 |                                    |                                       |            |               |
| 2015年                            | カンナダ語映画部門監督賞           | 『Ulidavaru Kandanthe』               | 受賞       | [ 28 ]        |
| 2015年                            | カンナダ語映画部門主演男優賞       | 『Ulidavaru Kandanthe』               | ノミネート | [ 28 ]        |
| 2015年                            | カンナダ語映画部門作詞賞           | 『Ulidavaru Kandanthe』               | ノミネート | [ 28 ]        |
| 2017年                            | カンナダ語映画部門主演男優賞       | 『Kirik Party』                       | ノミネート | [ 29 ] [ 30 ] |
| 2017年                            | カンナダ語映画部門作詞賞           | 『Kirik Party』                       | ノミネート | [ 29 ] [ 30 ] |
| 2017年                            | カンナダ語映画部門審査員選出男優賞 | 『Kirik Party』                       | 受賞       | [ 29 ] [ 30 ] |
| 2024年                            | カンナダ語映画部門主演男優賞       | 『チャーリー』                        | ノミネート | [ 31 ]        |
| 2024年                            | カンナダ語映画部門主演男優賞       | 『Sapta Saagaradaache Ello』          | 受賞       | [ 32 ]        |
| 南インド国際映画賞                |                                    |                                       |            |               |
| 2017年                            | カンナダ語映画部門作品賞           | 『Kirik Party』                       | 受賞       | [ 33 ]        |
| 2017年                            | カンナダ語映画部門主演男優賞       | 『Kirik Party』                       | ノミネート | [ 33 ]        |
| 2017年                            | エンターテイナー賞                 | 『Kirik Party』                       | ノミネート | [ 33 ]        |
| 2021年                            | カンナダ語映画部門作品賞           | 『Avane Srimannarayana』              | ノミネート | [ 34 ] [ 35 ] |
| 2021年                            | カンナダ語映画部門主演男優賞       | 『Avane Srimannarayana』              | ノミネート | [ 34 ] [ 35 ] |
| 2021年                            | カンナダ語映画部門審査員選出男優賞 | 『Avane Srimannarayana』              | 受賞       | [ 34 ] [ 35 ] |
| 2023年                            | カンナダ語映画部門作品賞           | 『チャーリー』                        | 受賞       | [ 36 ]        |
| 2023年                            | 特別男優賞                         | 『チャーリー』                        | 受賞       | [ 36 ]        |
| 2023年                            | カンナダ語映画部門主演男優賞       | 『チャーリー』                        | ノミネート | [ 36 ]        |
| 2024年                            | カンナダ語映画部門主演男優賞       | 『Sapta Saagaradaache Ello – Side A』 | 受賞       | [ 37 ]        |
| IIFAウトサヴァム                  |                                    |                                       |            |               |
| 2017年                            | カンナダ語映画部門助演男優賞       | 『Godhi Banna Sadharana Mykattu』     | 受賞       | [ 38 ]        |
| 2017年                            | カンナダ語映画部門作品賞           | 『Kirik Party』                       | 受賞       | [ 38 ]        |
| 2017年                            | カンナダ語映画部門主演男優賞       | 『Kirik Party』                       | 受賞       | [ 38 ]        |
| 2017年                            | カンナダ語映画部門作詞賞           | 『Kirik Party』                       | 受賞       | [ 38 ]        |
| 2017年                            | カンナダ語映画部門原案賞           | 『Kirik Party』                       | ノミネート | [ 38 ]        |
| 2024年                            | カンナダ語映画部門主演男優賞       | 『Sapta Saagaradaache Ello – Side A』 | 受賞       |               |
| カルナータカ州映画賞              |                                    |                                       |            |               |
| 2015年                            | 第一回作品賞                       | 『Ulidavaru Kandanthe』               | 受賞       | [ 16 ]        |
| 2017年                            | ファミリー映画賞                   | 『Kirik Party』                       | 受賞       | [ 39 ]        |